# Vadsø museum – Ruija kvenmuseum

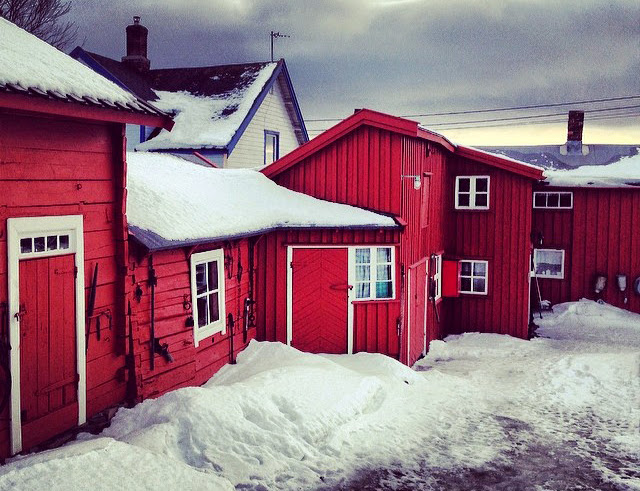
Tuomainengården

Vadsø museum - Ruija kvenmuseum är ett kulturhistoriskt museum i Vadsø i Finnmark fylke. Det har också ambitionen att vara ett nationellt museum för kväner. 
Vadsø museum - Ruija kvenmuseum grundades 1971 som Vadsø museum av Vadsø kommun. Det är sedan 2006 en av tre avdelningar inom det regionala museet Varanger museum, med kvänernas historia som specialitet. 
Det 2019 inrättades Kvensk språksenter Vadsø (Kväänin Kielisentteri Vesisaari), som är samlokaliserat med museet.

## Byggnader och anläggningar

### Grensen 1
Sedan 2016 finns museets administration och utställningslokaler i Grensen 1, som är det tidigare radio- och tevehuset för Norsk Rikskringkasting. 

### Bietilægården
Huvudartikel: Bietilægården
Bietilægården ligger i Indre Kvenby och är en kvänsk invandrargård, som varit knuten till fiske och jordbruk. Den består av boningshus, tre fähus, en kaj och en slip. Huvudhuset har fyra lägenheter och blev uppfört omkring 1910. 70°04′39.27″N 29°43′14.71″Ö / 70.0775750°N 29.7207528°Ö

### Tuomainengården
Huvudartikel: Tuomainengården
Tuomainengården, ursprungligen Vinikkagården, är en kvängård i Vadsø. 
Johan Petter Vinikka, som utvandrat från Tornedalen i Sverige, lät bygga huset 1851. Det köptes 1918 av Karoline och Karl Tuomainen, vilka drev fiske och småbruk med oxe och häst och kor. 
Huset byggdes som ett varangerhus, med bostadshus och fähus under samma tak. År 1928 flyttades huvudingången från söder till norr. Efter andra världskriget lyftes taket på en del av huset och en halv etage lades till. Tuomainengården hade en egen sauna, från början en rökbastu.70°04′30.37″N 29°46′10.64″Ö / 70.0751028°N 29.7696222°Ö

### Esbensengården
Huvudartikel:  Esbensengården
Esbensengården är ett handelshus på Sletten i Ytrebyen i Vadsø.70°04′28.92″N 29°46′03.13″Ö / 70.0747000°N 29.7675361°Ö
Huvudbyggnaden i två våningar har 25 rum på en byggyta av 250 m². Uthusen har en byggyta på närmare  200 m². Hela kvarvarande tomtytan är idag på 850 m². 
Gården uppfördes 1848-1849 av handelsmannen Rasmus Galberg Esbensen  och hans fru Mathilde Henriette Brammer, med bostadshuset i timmer av sibirisk lärk. 
År 1860 och omkring 1870 utvidgades huvudbyggnaden med flera sovrum och stall, fähus, drängstugor och vagnskjul lades till gården.
Vadsø kommun köpte kvarvarande anläggning 1976, restaurerade gården och tog den i bruk som museum i början av 1980-talet.

### Kjeldsenbruket i Ekkerøy
Huvudartikel: Kjeldsenbruket i Ekkerøy
Kjeldsenbruket, 12 kilometer öster om Vadsø, är en tidigare fiskeanläggning. Det anlades 1911 av fiskuppköparen K.M. Kjeldsen från Vadsø, vilken drev det till 1935. 70°04′13.26″N 30°05′53.41″Ö / 70.0703500°N 30.0981694°Ö

### Vadsøya kulturpark
- Huvudartikel: Vadsøya

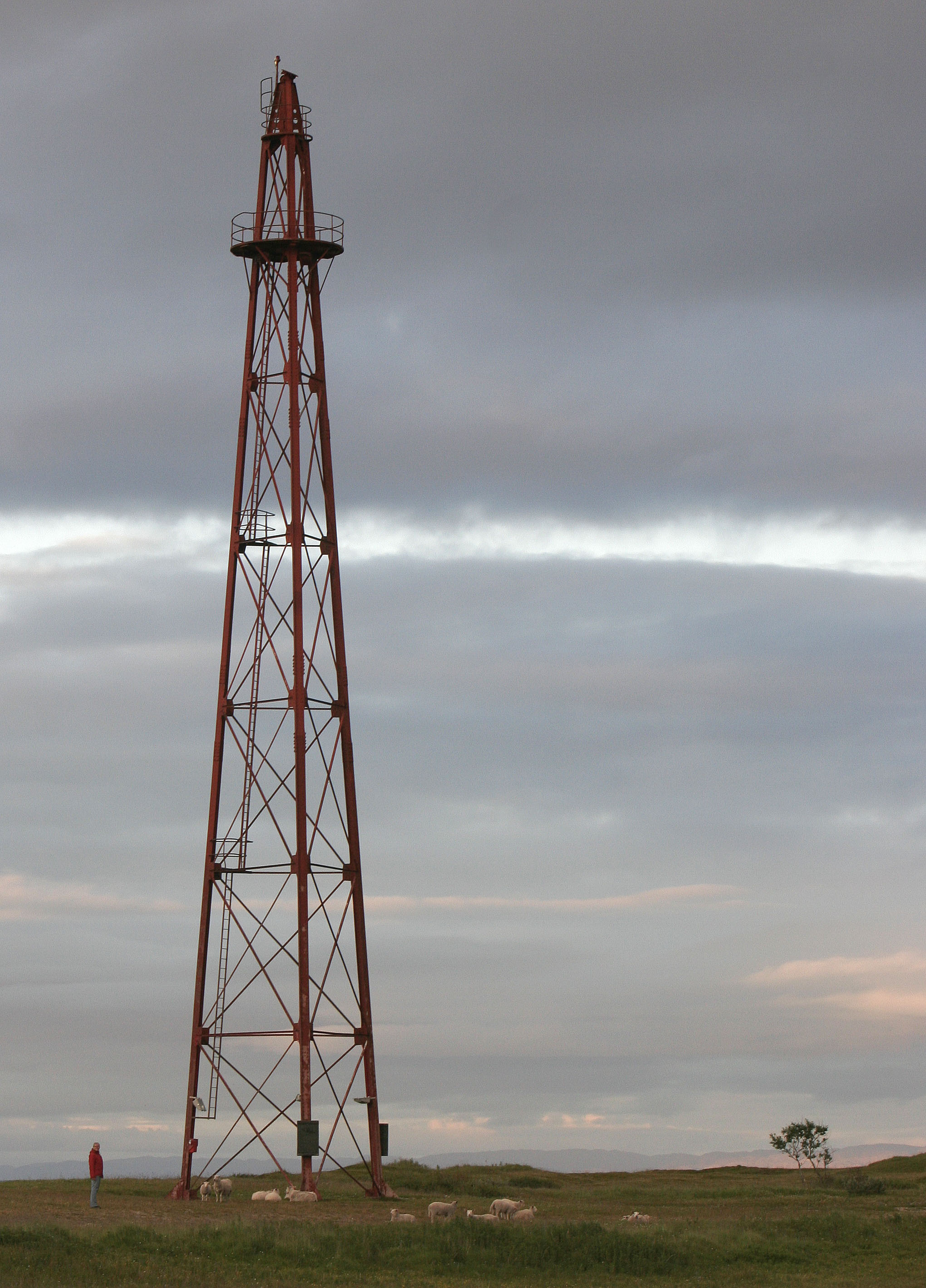
Luftskeppsmasten

Vadsøya kulturpark, som öppnades 1997 på öns östra del. Där finns spår av grupper av torvhus från medeltiden från en by som var bebyggd på 1500-talet, för att senare överges för bosättning på fastlandet
Umberto Nobile  byggde en luftskeppsmast på ön för Roald Amundsens färd over Nordpolen med luftskeppet Norge 1926. Masten användes också 1928 för en mellanlandning av Italia, med Nobile som kapten. 70°03′58.15″N 29°45′53.14″Ö / 70.0661528°N 29.7647611°Ö
I parken finns också bunkrar, löpgravar och andra krigsminnen från den tyska ockupationen under andra världskriget.

### Fabrikkaia/Prestelvkaia
Huvudartikel: Fabrikkaia

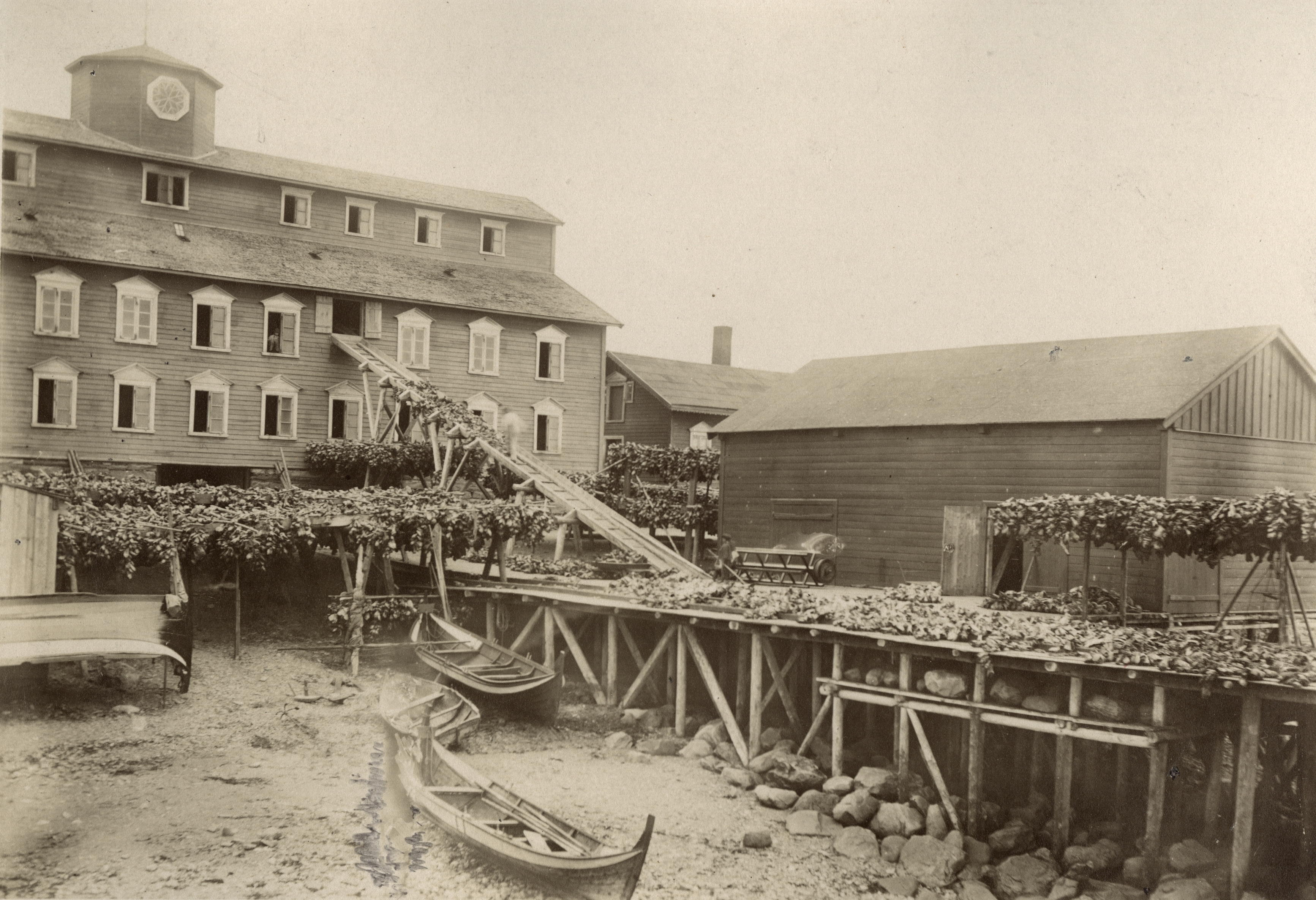
Guanofabriken vid Prestelvkaia

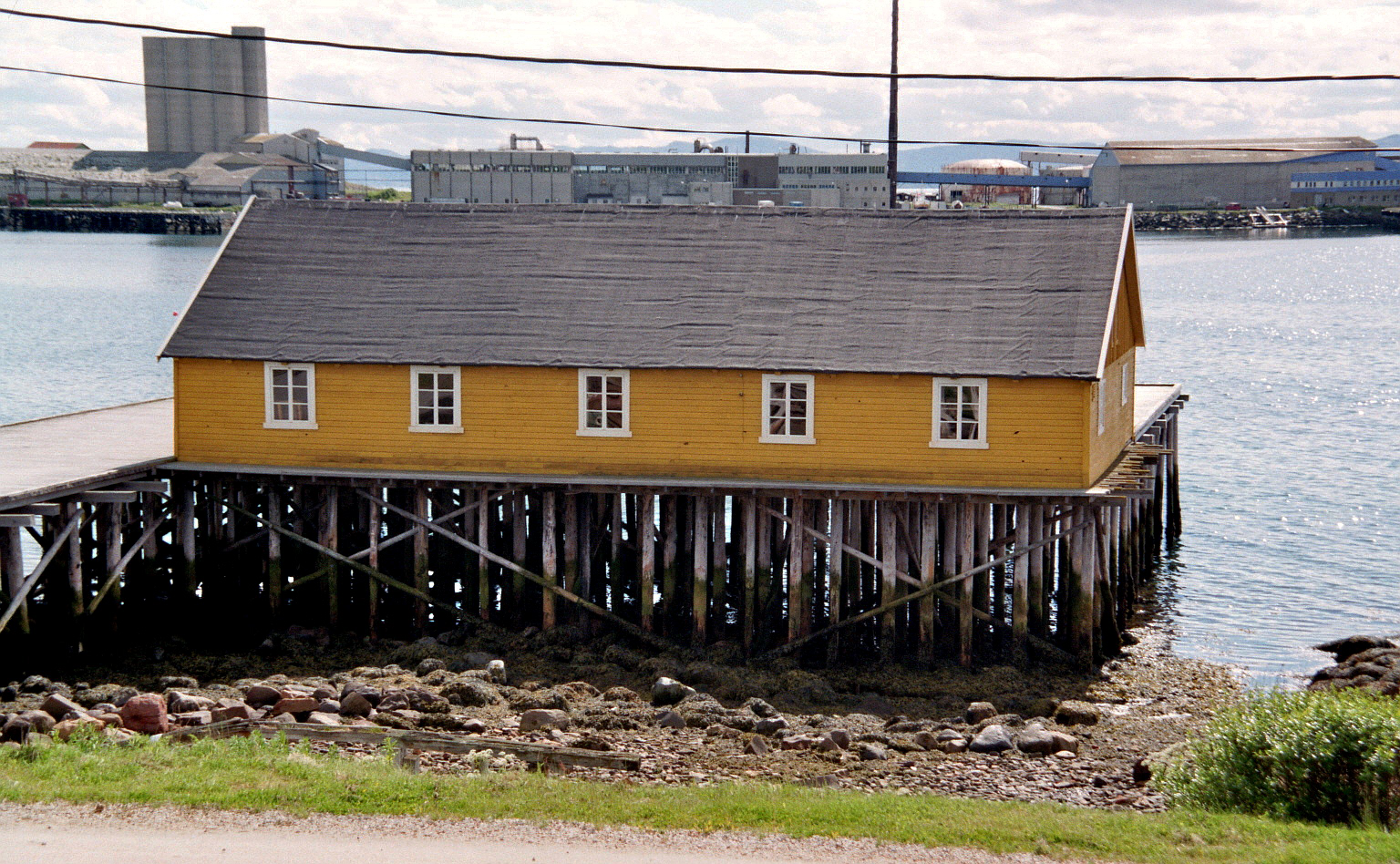
Prestelvkaia

Fabrikkaia, eller Prestelvkaia, är troligen Finnmarks äldsta kaj och blev åter användbar 2010 efter restaurering. Den byggdes till Esbensens guanofabrik vid Prestelva 1872. 70°04′35.62″N 29°43′31.30″Ö / 70.0765611°N 29.7253611°Ö

### Fiskebåten M/K Kjartan
M/K Kjartan byggdes i Risør 1946 som räddningsfartyg och hade en motor på 50 hästkrafter. Hon är 53,4 fot lång. Hon kom till Finnmark efter andra världskriget för att användas som transportfartyg och fiskebåt.
Sedan 1954 har hon en tvåcylindrig Brunvoll-motor på 125 hästkrafter. Hon köptes av Vardø museum 1987 och restaurerades på Nordnorsk Fartøyvernsenter i Gratangens kommun. Restaureringen påbörjades år 2000 och pågick i omgångar under en tioårsperiod, varefter hon återkom till Vadsø 2010. En andra restaurering påbörjades 2013.